# Cantone di Saint-Benin-d'Azy
Il Cantone di Saint-Benin-d'Azy era una divisione amministrativa dell'arrondissement di Nevers.
È stato soppresso a seguito della riforma complessiva dei cantoni del 2014, che è entrata in vigore con le elezioni dipartimentali del 2015.
Comprendeva i comuni di:
- Anlezy
- Beaumont-Sardolles
- Billy-Chevannes
- Cizely
- Diennes-Aubigny
- La Fermeté
- Fertrève
- Frasnay-Reugny
- Limon
- Montigny-aux-Amognes
- Saint-Benin-d'Azy
- Saint-Firmin
- Saint-Jean-aux-Amognes
- Saint-Sulpice
- Trois-Vèvres
- Ville-Langy